# Газодинамічні дослідження пластів і свердловин
Газодинамічні дослідження пластів і свердловин (рос.газогидродинамические исследования пластов и скважин; англ. gashydrodynamic investigations of seams and wells; нім. gashydrodynamische Untersuchungen f pl von Flözen n pl und Bohrlöchern n pl) — комплекс методів для отримання інформації про термобаричні і фільтраційні характеристики газових і газоконденсатних пластів, умови припливу газу до вибоїв свердловин і продуктивності останніх.

## Загальний опис
Газодинамічні дослідження пластів і свердловин — комплекс методів для отримання інформації про термобаричні і фільтраційні характеристики газових і газоконденсатних пластів, умови припливу газу до вибоїв свердловин і продуктивності останніх. Проводяться при стаціонарному і нестаціонарному режимах фільтрації.
При цьому використовують рівняння збереження маси й імпульсу у фільтраційному русі, що пов'язують досліджувані параметри пласта з безпосередньо вимірюваними в процесі фільтрації газу в пласті, такими як витрата, вибійний і пластовий тиски в часі.
Дослідження газових, газоконденсатних, нафтових і водяних пластів і свердловин ведеться в процесі буріння, розвідки структур, дослідної та промислової експлуатації родовищ і підземних сховищ.
Завдання дослідження пластів і свердловин полягає в отриманні вихідних даних для підрахунку запасів газу, проектування дослідної експлуатації, розробки, облаштування промислу, встановлення технологічного, гідродинамічного і термодинамічного режимів роботи свердловин і наземних споруд, оцінки ефективності робіт по інтенсифікації і контролю за розробкою та експлуатацією шляхом встановлення продуктивної характеристики свердловин і параметрів пласта.
Дослідження проводяться при стаціонарному і нестаціонарному режимах фільтрації.

### При стаціонарному режимі фільтрації
Г.д. в першому випадку здійснюються методом усталених відборів. За результатами дослідження будується індикаторна лінія (діаграма) — залежність між дебітом свердловини Q і різницею квадратів пластового і вибійного тисків для різних усталених режимів роботи свердловини, що характеризує умови припливу газу до свердловини. Дослідження свердловини проводяться з випусканням газу в атмосферу (на неосвоєних площах у процесі розвідки родовища) або в газопровід (під час експлуатації родовища). Метод дає змогу визначити коефіцієнти фільтраційного опору, які залежать від параметрів привибійної зони пласта і конструкції вибою свердловини; вивчити умови руйнування привибійної зони, накопичення і винесення твердих і рідких частинок з вибою свердловини; установлювати технологічні режими експлуатації свердловини і оцінювати ефективність ремонтно-інтенсифікаційних робіт і інш. На форму індикаторної лінії впливають неповна стабілізація пластового і вибійного тисків, очищення або накопичення на вибої й у привибійній зоні свердловини рідини і твердих частинок, утворення гідратів і інш. При дослідженні низькопродуктивних свердловин з тривалим періодом стабілізації вибійного тиску і дебіту використовують модифіковані варіанти методу усталених відборів (ізохронний, експрес-методи та ін.), які дають змогу значно скоротити тривалість випробування.
Дослідження свердловин при стаціонарних режимах фільтрації, які називають методом сталих відборів, базується на зв'язку між усталеними вибійними (гирловими) тисками і дебітом газу на різних режимах і дозволяє визначити наступне: — залежність дебіту газу від депресії на пласт і тиску на гирлі; — зміну вибійного і гирлового тисків і температур від дебіту свердловин; — оптимальні робочі дебіти газу і причини їх обмежень; — рівняння припливу газу до вибою свердловини; — коефіцієнти фільтраційного опору, що застосовуються для визначення продуктивної характеристики свердловини і привибійної зони пласта, розрахунку технологічного режиму і оцінки ефективності методів інтенсифікації припливу газу; — абсолютно вільний і вільний дебіти газу, що використовуються для оцінки можливостей пласта і свердловини; — умови руйнування привибійної зони, скупчення домішок на вибої і їх виносу із свердловини; кількість винесених твердих частинок і рідини (води й конденсату) залежно від депресії на пласт; — технологічний режим роботи свердловин з урахуванням різних факторів; — зміну тиску й температури в стовбурі свердловини залежно від дебіту; — коефіцієнт гідравлічного опору труб; — ефективність таких ремонтно-профілактичних робіт, як інтенсифікація, кріплення привибійної зони, додаткова перфорація, заміна фонтанних труб тощо.

### При нестаціонарному режимі фільтрації
Дослідження свердловин при нестаціонарних режимах фільтрації полягають в знятті і обробці кривих: — наростання (відновлення) вибійного тиску (КВТ) після зупинки свердловини; — стабілізації тиску і дебіту (КСТ) після пуску свердловини; — перерозподілу тиску при постійному дебіті і дебіту при постійному вибійному тиску; — перерозподілу тиску в реагуючих свердловинах при пуску або зупинці збурюючої свердловини (прослуховування свердловини); — зміни дебіту і тиску при експлуатації свердловини.
Г.д. при нестаціонарних режимах фільтрації проводяться методами відновлення тиску (після зупинки свердловини, яка працювала на усталеному режимі) і стабілізації тиску та дебіту (після пуску зупиненої свердловини в певному режимі роботи). Суть першого методу — спостереження за зміною вибійного (гирлового) тиску рв(г) і температури з перебігом часу та побудова за отриманими даними кривої відновлення тиску (КВТ), другого — за зміною вибійного (гирлового) тиску, температури, дебіту свердловини Q, внаслідок чого будується крива стабілізації тиску (КСТ). За допомогою КВТ і КСТ визначаються коефіцієнти провідності, п'єзопровідності, пористості, проникності, тріщинуватості, неоднорідність пластів-колекторів та інш. Криві дають змогу також оцінювати зміну параметрів пласта в процесі роботи свердловини (очищення привибійної зони та інш.). На форму КВТ впливають приплив газу до свердловини після її зупинки, неізотермічність процесу відновлення тиску, неоднорідність пласта (в тому числі тектонічні і літологічні порушення), міжпластові перетоки та ін. Ті ж фактори впливають на форму КСТ, однак частіше спотворення спричинюється зміною фільтраційних характеристик привибійної зони свердловини, неоднорідністю пласта за площею і товщиною.
Дані, отримані при Г.д., використовуються для підрахунку запасів газу, при складанні технологічних проектів і аналізі розробки родовищ, а також при плануванні заходів по збільшенню продуктивності свердловин.

## Види досліджень за призначенням
За своїм призначенням дослідження газових свердловин поділяються на первинні, поточні, комплексні та спеціальні:
- 1. Первинні дослідження проводяться на всіх розвідувальних і видобувних свердловинах і дозволяють: визначити параметри пласта і його продуктивну характеристику; встановити видобувні можливості свердловини, а також зв'язок між дебітом, вибійним і гирловим тисками і температурою; встановити режим експлуатації свердловини з урахуванням наявності та виносу рідких і твердих частинок в потоці, початковий пластовий тиск, ступінь і якість розкриття пласта тощо.
- 2. Поточні дослідження проводяться на видобувних свердловинах в процесі розробки родовища. Основна мета цих досліджень полягає в отриманні інформації, необхідної для аналізу і контролю за розробкою. Такі дослідження проводяться також до і після проведення в свердловинах інтенсифікаційних або ремонтно-профілактичних робіт.
- 3. Спеціальні дослідження проводяться для визначення окремих параметрів, обумовлених специфічними умовами даного родовища. До спеціальних досліджень відносяться: комплексні дослідження газоконденсатних свердловин з визначенням, крім гідродинамічних характеристик, зміни співвідношення між газовою і рідкою фазами і їх складу при різних гідродинамічних і термодинамічних умовах; дослідження з контролю за становищем газоводяного контакту, вивчення ступеня корозії свердловинного обладнання, визначення ступеня виснаження окремих пластів у процесі розробки, вивчення впливу вологи й руйнування пласта на продуктивність свердловини тощо.
- 4. Комплексні дослідження основані на гідродинамічних, геофі-зичних, термодинамічних і радіоактивних методах дослідження з од-ночасною автоматизацією всіх показників і в тому числі фізико-хімічних характеристик газу, води, агресивних домішок і конденсату, при різних тисках і температурах у промислових умовах. Тільки при комплексному дослідженні можна отримати найбільш достовірні дані про пласт, у той час як кожен вид дослідження окремо дає можливість отримати лише окремі характеристики.

Крім основних параметрів необхідно вимірювати міжколонні тиски і їх зміну залежно від процесу, що проходить у свердловині. Такі дослідження дозволяють вивчити міжколонні перетікання газу, герметичність свердловини і можливість перетоку газу в вищерозміщені пласти. Весь процес дослідження свердловин повинен фіксуватися в часі.